# Jacques Denis
Pour les articles homonymes, voir Denis et Jacques Denis (homonymie).
Jacques André Denis est un ingénieur des mines et un arachnologiste amateur français, né le 1er octobre 1902 à Paris 17e et mort le 24 avril 1972 à Longeville-sur-Mer.

## Biographie
Passionné par les animaux dès sa plus tendre enfance, il est également sensibilisé à l'histoire naturelle par son père qui possédait une collection de coquillages. Dès l'âge de sept ans, Jacques Denis connaissait déjà quelques noms latins d'espèce relatifs aux mollusques.
Après des études d’ingénieur à Centrale Paris (Promo 1926), il travaille durant trente-cinq ans dans les houillères de Douchy, de Denain et d’Anzin. En amateur, il commence à étudier les crustacés décapodes, mais le temps lui manque. Il se tourne alors vers les coléoptères mais la difficulté de l'étude des Curculionides et des Staphylins le rebute. Il songe à s'intéresser aux araignées, domaine moins choisi par les entomologistes amateurs. Il parcourt, à l'heure de la pause déjeuner la campagne alentour. Il découvre une Argiope dont la beauté le sidère :
...lorsqu'un jour je tombai en arrêt, suffoqué d'admiration ; les bandes alternées de velours noir, d'or et d'argent d'une grosse Argiope miroitaient dans la splendeur ensoleillée d'une fin d'été magnifique ;...et elle n'était pas seule, ce fut le coup de foudre.
Il commence avec le difficile ouvrage de la Faune de France d'Alexandre Noël Charles Acloque (1871-1941) de 1896, mais il ne lui permet de découvrir aucun nom. Il fait plus de progrès avec les Souvenirs entomologiques de Jean-Henri Fabre (1823-1915). C'est l'un de ses camarades de l'École centrale qui lui fit découvrir la librairie Deyrolle. Là, il trouve la faune de Louis Marie Planet (?-1938) et, surtout, celle d'Eugène Simon (1848-1924).
Il découvre des araignées dans les mines qu’il fréquente et commence alors à s’intéresser à ces animaux. Il devient alors un spécialiste renommé notamment de la famille des Linyphiidae et fait paraître plus de 250 travaux, portant notamment sur la faune des Pyrénées et de Vendée.

## Note
1. ↑  Archives de l’état civil de Paris en ligne, 17e arrondissement, acte de naissance no 2573, année 1902, avec mention marginale du décès
2. ↑  Denis (1949).

## Sources
- Notices d'autorité :   - VIAF
  - BnF (données)
  - IdRef
  - Italie
- Pierre Bonnet (1973). Jacques Denis - Obituary. Bulletin of the British Arachnological Society, 2 (8) : 173-174.
- Jacques Denis (1949). Souvenirs d’un arachnologiste : la naissance d’une vocation. L'Entomologiste, 5 (5/6) : 160-163.